# Diócesis de Anguo
La diócesis de Anguo o de Ankwo (en latín: Dioecesis Ngancuovensis y en chino: 天主教安国教区) es una circunscripción eclesiástica de la Iglesia católica en China. Se trata de una diócesis latina, sufragánea de la arquidiócesis de Pekín. Desde el 14 de diciembre de 1992 es sede vacante de acuerdo al Anuario Pontificio, pero administrada por el obispo Francis An Shuxin. La Asociación Patriótica Católica China fusionó en 1980 la diócesis y la prefectura apostólica de Yixian, sin asentimiento de la Santa Sede, a la diócesis de Baoding.

## Territorio y organización
La diócesis extiende su jurisdicción sobre los fieles católicos de rito latino residentes en parte de la provincia de Hebei, comprendiendo las ciudades condados de Anguo y Boye y los condados de Gaoyang y Li, en la ciudad-prefectura de Baoding; la ciudad condado de Renqiu en la ciudad prefectura de Cangzhou, y el condado de Shenze y la ciudad condado de Xinji en la ciudad prefectura de Shijiazhuang.
La sede de la diócesis se encuentra en la ciudad de Anguo.
En 1949 en la diócesis existían 11 parroquias.

## Historia
La prefectura apostólica de Lixian (Lihsien) fue erigida el 15 de abril de 1924 por el papa Pío XI mediante el breve Ex hac sublimi obteniendo el territorio de los vicariatos apostólicos de Ce-li Central (hoy diócesis de Baoding) y Ce-li Sudoccidental (hoy diócesis de Zhengding).
El 28 de octubre de 1926 el papa Pío XI ordenó por primera vez a algunos obispos chinos, entre ellos el prefecto apostólico de Lixian, Melchior Souen.
El 13 de julio de 1929, en virtud del breve Edocet Nos del papa Pío XI, la prefectura apostólica fue elevada al rango de vicariato apostólico con el nombre de vicariato apostólico de Anguo (o Ankwo).
El 11 de abril de 1946 el vicariato apostólico se convirtió en diócesis con la bula Quotidie Nos del papa Pío XII.
El 12 de julio de 1949 la provincia de Hebei fue ocupada por el Partido Comunista de China, que se impuso en la guerra civil y proclamó la República Popular China el 1 de octubre de 1949. Todos los misioneros extranjeros fueron expulsados de China comunista. En 1951 China comunista y la Santa Sede rompieron relaciones diplomáticas, reconociendo la Santa Sede a la República de China en Taiwán como el legítimo gobierno chino.
La Asociación Patriótica Católica China fue creada con el apoyo de la Oficina de Asuntos Religiosos de la República Popular de China en 1957, con el objetivo de controlar las actividades de los católicos en China. Su nombre público es Iglesia católica china y es referida como la "Iglesia oficial" en contraposición a la "Iglesia subterránea" o "Iglesia clandestina" leal a la Santa Sede.
En el período de 1966 a 1976 la Revolución Cultural se ensañó especialmente contra la religión, destruyéndose numerosas iglesias.
La diócesis fue suprimida por las autoridades chinas en 1980, anexando su territorio, junto con el de la prefectura apostólica de Yixian, a la diócesis de Baoding. Sin embargo, la Santa Sede siguió considerando que la diócesis existía. En 1988, de hecho, ordenó clandestinamente al sacerdote Etienne Liu Difen (Lifen), que fue detenido en 1990 y murió en prisión en circunstancias poco claras en 1992. Después de esta fecha, la diócesis quedó vacante.
El 22 de septiembre de 2018 se firmó en Pekín el Acuerdo provisional entre la Santa Sede y la República Popular de China sobre el nombramiento de los obispos. El 22 de octubre de 2020 el acuerdo fue prorrogado por otros dos años y en octubre de 2022 por otros dos años más.
Debido a la situación particular de la Iglesia católica en China, la Santa Sede no nombra oficialmente obispos para las diócesis chinas, que son sedes oficialmente vacantes incluso en presencia de obispos reconocidos por Roma.

## Estadísticas
Según el Anuario Pontificio 2002 la diócesis tenía a fines de 1949 un total de 33 200 fieles bautizados.
| Año                                                                             | Población            | Población | Población      | Sacerdotes | Sacerdotes    | Sacerdotes    | Bautizados por sacerdote | Diáconos permanentes | Religiosos | Religiosos | Parroquias |
| Año                                                                             | Bautizados católicos | Total     | % de católicos | Total      | Clero secular | Clero regular | Bautizados por sacerdote | Diáconos permanentes | Varones    | Mujeres    | Parroquias |
| ------------------------------------------------------------------------------- | -------------------- | --------- | -------------- | ---------- | ------------- | ------------- | ------------------------ | -------------------- | ---------- | ---------- | ---------- |
| 1949                                                                            | 33 200               | 1 200 000 | 2.8            | 23         | 23            |               | 1443                     |                      | 116        | 111        | 11         |
| Fuente: Catholic-Hierarchy, que a su vez toma los datos del Anuario Pontificio. |                      |           |                |            |               |               |                          |                      |            |            |            |

## Episcopologio
- Melchior Souen, C.M. † (15 de abril de 1924[10]-7 de febrero de 1936 renunció)
- John Baptist Uamzemi (Wang Tseng-yi), C.M. † (1 de julio de 1937-21 de febrero de 1951 falleció)
  - Sede vacante, desde 1951
  - Etienne Liu Difen (Lifen) † (1988-14 de diciembre de 1992 falleció)